# Universitat Catòlica d'Amèrica
La Universitat Catòlica d'Amèrica (CUA) és una universitat privada, catòlica i pontifícia ubicada a Washington DC (Estats Units d'Amèrica). Fundada el 1887 sota el pontificat de Lleó XIII com a institució de postgrau, a partir del 1902 també ofereix estudis de pregrau.

## Història
El creixement de la població catòlica romana als Estats Units i el convenciment de l'Església Catòlica que una de les seves obligacions era potenciar la formació acadèmica de la població afavorí la creació del centre universitari. Per tal de complementar l'oferta universitària que els ordes i congregacions oferien a les seves pròpies institucions, els bisbes dels Estats Units van considerar necessari crear una universitat pontifícia nacional, amb el màxim nivell acadèmic, que promogués la fe en el context de la llibertat religiosa, el pluralisme espiritual i el rigor intel·lectual. El 1882 el bisbe John Lancaster Spalding va anar a Roma (Itàlia) per a demanar el suport del papa Lleó XIII per a fer-ho possible. També va demanar a la seva feligresa Mary Gwendoline Caldwell que aportés els 300.000 dòlars necessaris per a la seva fundació. La universitat va obrir finalment les seves classes la tardor del 1887, impartint Filosofia, Literatura, Teologia i Text sagrat. El 1904 van començar les titulacions de pregrau i la seva reputació va créixer. El 1912, una enquesta del Federal Bureau of Education la situà en una bona posició pel que fa als estudis de postgrau. El 2010 els seus més de 6.000 estudiants provenen dels 50 estats del país i de 86 nacions de la resta del món.

## Campus
El campus està situat a Brookland, al nord-est de Washington DC al nord del Capitoli dels Estats Units. Combina grans zones verdes amb antics edificis acadèmics, laboratoris moderns i instal·lacions esportives universitàries, on es pot arribar amb metro. El 2004 la universitat va comprar una nova parcel·la per a necessitats futures. Dins el campus també hi ha la Basílica del Santuari Nacional de la Immaculada Concepció, que és considerada l'església més gran de l'hemisferi occidental, i el Centre Cultural Papa Joan Pau II.
Esportivament la universitat té una trajectòria destacada i té més de 100 associacions estudiantils.

## Centres docents

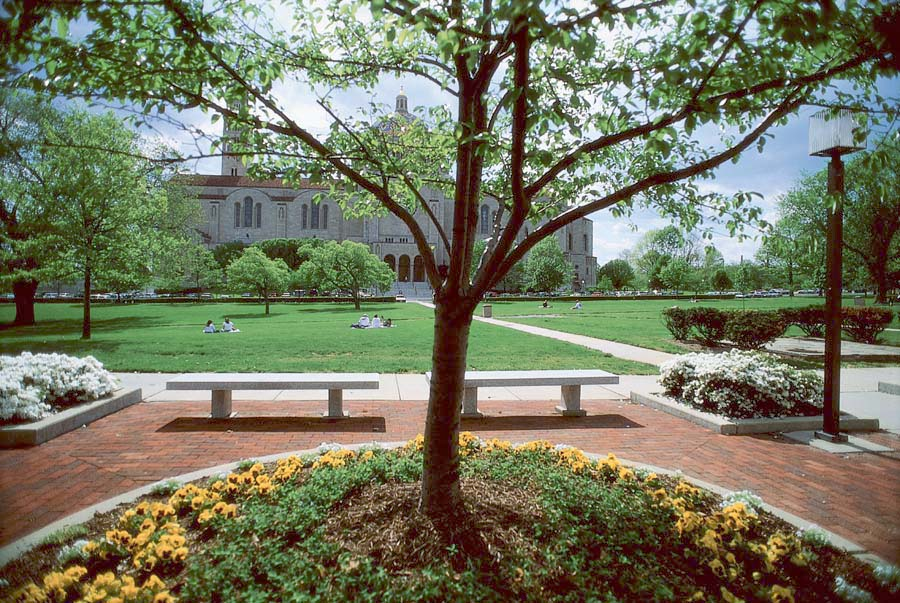
Camí pel centre del campus.

Té 13 escoles universitàries i facultats que ofereixen unes 80 titulacions de grau, 100 de màster i 70 de doctorat.
- Escola d'Arquitectura i Planejament (School of Architecture and Planning).
- Facultat d'Arts i Ciències (School of Arts and Sciences).
- Facultat de Dret Canònic (School of Canon Law).
- Escola d'Enginyeria (School of Engineering).
- Facultat de Dret Colombí (Columbus School of Law).
- Facultat d'Estudis bibliotecaris i ciències de la informació (School of Library and Information Science).
- Escola Universitària de Música "Benjamin T. Rome" (Benjamin T. Rome School of Music).
- Escuola d'Infermeria (School of Nursing).
- Facultat de Filosofia (School of Philosophy).
- Escola metropolitana d'estudis professionals (Metropolitan School of Professional Studies).
- Escola Nacional Catòlica de Serveis Socials (National Catholic School of Social Service).
- Facultat de Teologia i Estudis religiosos (School of Theology and Religious Studies).
- Facultat d'Economia i Empresa (School of Business and Economics)